# Kawaguchi
Pour les articles homonymes, voir Kawaguchi (homonymie).
Kawaguchi (川口市, Kawaguchi-shi) est une ville de la préfecture de Saitama, au Japon.

## Géographie

### Situation
La ville est située au sud-est de la préfecture de Saitama, entre Saitama au nord et Tokyo au sud.

### Démographie
En janvier 2019, la population de Kawaguchi était de 603 838 habitants, répartis sur une superficie de 61,95 km2.

## Histoire
Kawaguchi s'est développée à l'époque d'Edo comme shukuba (relais) sur le Nikkō Onari Kaidō.
Le bourg de Kawaguchi est officiellement créé le 1er avril 1889, avant de devenir une ville le 1er avril 1933. Kawaguchi est désignée ville spéciale en 2001 puis ville noyau en 2018.
En 2011, la ville de Hatogaya fusionne avec Kawaguchi.

## Transports
Kawaguchi est principalement desservie par la ligne Saitama Railway qui est interconnectée avec la ligne Namboku du métro de Tokyo. La ville est également desservie par la ligne Keihin-Tōhoku (gares de Kawaguchi et Nishi-Kawaguchi) et la ligne Musashino (gare de Higashi-Kawaguchi) de la JR East.

## Personnalités associées à la ville
- Yukio Ninagawa (1935-2016), réalisateur
- Yoshitaka Shindō (né en 1958), homme politique
- Chara (née en 1968), chanteuse
- Kazuki Kaneshiro (né en 1968), romancier
- Keiko Nakano (née en 1968), catcheuse